# Atentat na Donalda Trumpa
Donald Trump, 45. predsjednik SAD-a i republikanski kandidat za predsjedničke izbore SAD-a 2024. godine, metkom je pogođen u uho 13. srpnja 2024. godine tijekom predizbornog skupa kod Butlera u Pennsylvaniji. Pucnjava se istražuje kao atentat.
Upucao ga je dvadesetogodišnjak Thomas Matthew Crooks iz Bethel Parka u Pennsylvaniji. Policijski službenici i svjedoci rekli su da se Crooks nalazio na krovu izvan mjesta održavanja skupa te da je iz AR-15 poluautomatske puške ispalio osam hitaca prije no što ga je usmrtio snajperist iz Tajne službe SAD-a.
Nakon što je upucan, Trump je legao na tlo te su ga ubrzo okružili službenici Tajne službe. Nedugo nakon, ustao je i zamahivao šakom, krvareći iz uha dok ga je Tajna služba vodila u službeno vozilo. Trump je odvezen u bolnicu i pušten u stabilnom stanju, nakon čega je avionom otputovao u New Jersey. Ubijen je jedan civilni sudionik skupa, a još je dvoje teško ozlijeđeno.
Ovo je prvi puta da je bivši ili aktualni predsjednik SAD-a ozlijeđen u neuspjelom atentatu od pucnjave na Ronalda Reagana 1981. godine te prvi puta da se to dogodilo kandidatu za predsjednika SAD-a od neuspjelog atentata na Georgea Wallacea 1972. godine.